# Pfarre Urfahr

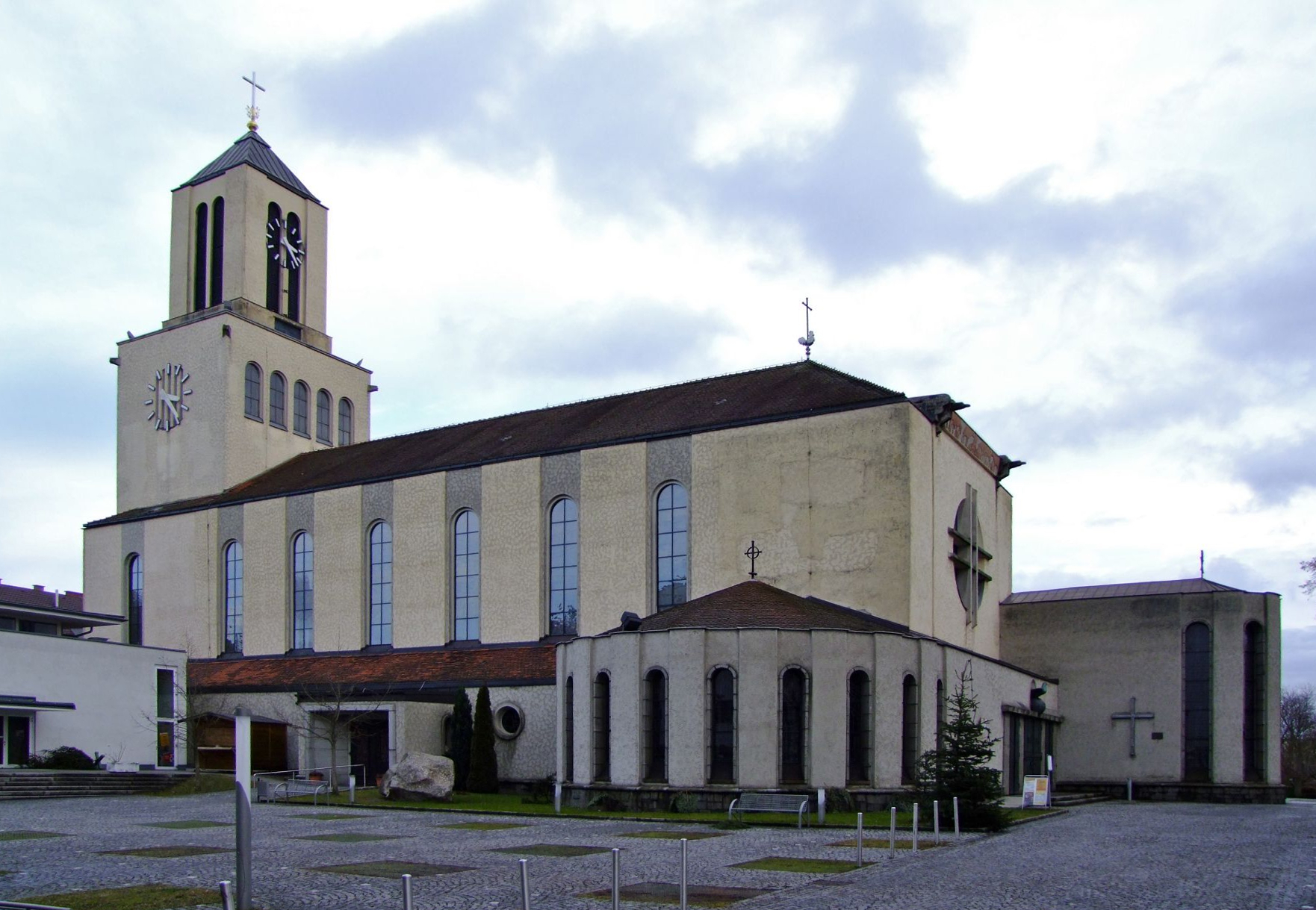
Pfarrkirche Urfahr-Christkönig

Die Pfarre Urfahr ist eine Pfarre der römisch-katholischen Diözese Linz. 

## Geschichte
Die Pfarre Urfahr wurde mit 1. Jänner 2023 im Zuge der von Bischof Manfred Scheuer umgesetzten Strukturreform der Diözese Linz neu gegründet und löst das zum 31. Dezember 2022 aufgehobene Dekanat Linz-Nord als kirchliche Verwaltungseinheit ab. Die neue Pfarre hat ihren Verwaltungssitz in Linz-Urfahr, Wildbergstraße 30a, und umfasst 8 Pfarrteilgemeinden. Patronin der Pfarre Urfahr ist die hl. Junia. Die Seelsorger in den Pfarrteilgemeinden sind dem hauptverantwortlichen Pfarrer der Pfarre Urfahr als Kooperatoren zugeordnet.

## Pfarrteilgemeinden mit Kirchengebäuden und Kapellen
| Pfarrteilgemeinde     | Patrozinium             | Kirchengebäude und Kapellen                                                  | Bild |
| --------------------- | ----------------------- | ---------------------------------------------------------------------------- | ---- |
| Urfahr-Christkönig    | Christkönig             | Christkönigkirche (Linz) Volkskapelle im Bischöflichen Gymnasium Petrinum    |      |
| Urfahr-Heiliger Geist | Hl. Geist               | Pfarrkirche Heiliger Geist (Linz) Kirche der Barmherzigen Schwestern Elmberg |      |
| Urfahr-Lichtenberg    | Hl. Franz von Sales     | Seelsorgezentrum Lichtenberg                                                 |      |
| Urfahr-Pöstlingberg   | Sieben Schmerzen Mariae | Basilika Pöstlingberg                                                        |      |
| Urfahr-St. Josef      | Hl. Josef               | Urfahrer Josefskirche                                                        |      |
| Urfahr-St. Leopold    | Hl. Leopold             | St. Leopold (Linz) Mayr’sche Kapelle                                         |      |
| Urfahr-St. Magdalena  | Hl. Maria Magdalena     | Pfarrkirche St. Magdalena (Linz)                                             |      |
| Urfahr-St. Markus     | Hl. Markus              | Pfarrkirche St. Markus (Linz)                                                |      |

## Leitung
Pfarrer
- seit 2023 Žarko Prskalo (bisher Pfarrer der Pfarre Urfahr-Christkönig und Dechant des Dekanats Linz-Nord)

Pastoralvorstände
- seit 2023 Matthias List

Verwaltungsvorstände
- seit 2023 Günter Wolfinger[3]